# 블루트레인 (일본)

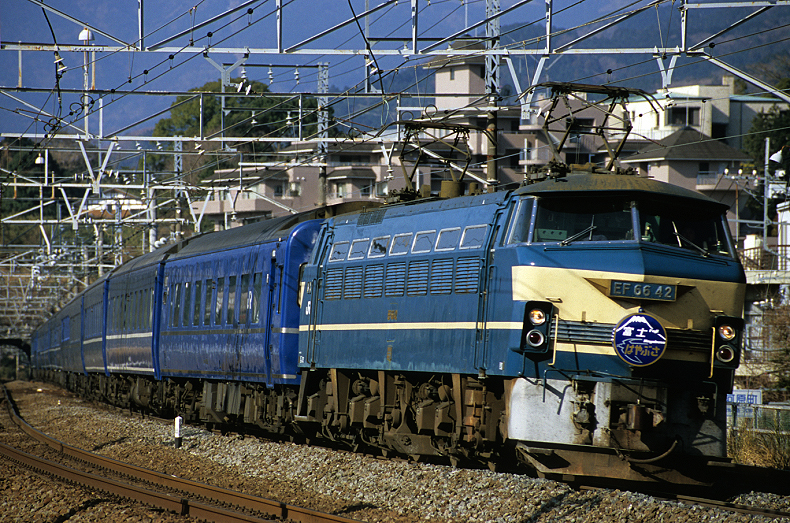
블루트레인 하야부사 · 후지 (14계)

블루트레인(영어: Blue Train, 일본어: ブルートレイン 부루토레인[*])은 일본에서 객차를 사용한 침대 열차를 가리키는 애칭이다. 어떠한 열차 자체를 가리키는 것이 아니라 포괄적인 열차의 애칭이다. 약칭으로 부루토레(일본어: ブルトレ)라고도 불린다.
일반적으로는 1958년에 등장한 국철 20계 객차 이후, 파란색 차체가 특징인 고정 편성 전용 침대 객차를 사용한 특급 열차를 말한다.

## 상표권
2007년 11월 기준으로 블루트레인의 상표 권한은 이토키, 다카라 토미, 동일본 여객 철도, 산리오, 코나미, 코스기가 보유하고 있다.
블루트레인 붐 당시 헤드마크를 장식한 상품이 회사에서 많이 출시되었지만, 이러한 제품에 대해 국철의 감수 및 사용료 등의 관계는 전혀 없다. 국철이 상표권을 보유하지 못한 틈을 노린 것으로, 현재에도 국철 시대에 디자인된 차량과 헤드 마크는 일본 국민의 공유 재산으로서 현재 JR 그룹 각사에 독점적 권리는 없다.